# Oreogeton
Oreogeton är ett släkte av tvåvingar. Oreogeton ingår i familjen Oreogetonidae.
Oreogeton är enda släktet i familjen Oreogetonidae.

## Bildgalleri

## Dottertaxa tillOreogeton, i alfabetisk ordning[1]
- Oreogeton anomalipennis
- Oreogeton apertus
- Oreogeton basalis
- Oreogeton bicolor
- Oreogeton bilineatus
- Oreogeton biumbratus
- Oreogeton capnopterus
- Oreogeton clausus
- Oreogeton congruens
- Oreogeton creper
- Oreogeton cymballista
- Oreogeton frontalis
- Oreogeton fuscus
- Oreogeton gracilipes
- Oreogeton heterogamus
- Oreogeton leptideus
- Oreogeton maculipennis
- Oreogeton mediocris
- Oreogeton mitrephorus
- Oreogeton nigricornis
- Oreogeton nippon
- Oreogeton obscurus
- Oreogeton pterostigma
- Oreogeton pudens
- Oreogeton rostratus
- Oreogeton rufus
- Oreogeton scopifer
- Oreogeton stigmaticus
- Oreogeton tenuipes
- Oreogeton testaceus
- Oreogeton tibialis
- Oreogeton undulatus
- Oreogeton unica
- Oreogeton versabilis
- Oreogeton versicolor
- Oreogeton xanthus